# Scaphohippus
Scaphohippus es un género extinto de equinos del Mioceno, con dos especies conocidas, conocidas a partir de fósiles encontrados en California, Nuevo México, Montana y Nebraska.

## Historia
Ambas especies del género fueron descritas originalmente como miembros del taxón de la papelera Merychippus en 1915 por John Merriam.  El género fue descrito a partir de especímenes encontrados en la Formación Barstow del sureste de California. Los especímenes de Scaphohippus eran caballos de tamaño mediano con dientes de hipsodonte (corona alta).

## Relaciones filogenéticas
El género está estrechamente relacionado con Protohippus y Callippus. En la Formación Barstow, las dos especies de Scaphohippus ocurren con solo otro caballo hipsodonte, Acritohippus stylodontus. Scaphohippus aparentemente se desarrolló en las Grandes Llanuras a finales del Hemingfordiano, hace unos 17 a 16 millones de años e invadió la Gran Cuenca hace unos 15 millones de años. Las Grandes Llanuras y la Gran Cuenca quedaron aisladas por barreras tectónicas y Scaphohippus se extinguió en las Grandes Llanuras, pero sobrevivió en la Gran Cuenca, hasta que las barreras desaparecieron hace unos 13 millones de años y Scaphohippus también se extinguió en la Gran Cuenca.

## Especies

### Scaphohippus sumani
Scaphohippus sumani, la especie tipo del género, fue descrita originalmente en 1915 por John Merriam como Merychippus sumani de la muestra número 21422 del Museo de Paleontología de la Universidad de California , que consta de cuatro dientes. El espécimen fue recolectado de capas fosilíferas del afloramiento de la Formación Barstow en Rodent Hill Basin, Condado de San Bernardino, California.  También se han encontrado especímenes de la especie en otros tres sitios en California y uno en Nebraska. Mientras que numerosos especímenes de dientes aislados y paladares parciales se han encontrado en la localidad tipo, se conocen comparativamente pocos cráneos completos. Los pocos ejemplos del lugar están muy triturados o han sido alterados debido a la presión durante la fosilización.  La medición detallada de los dientes de la localidad tipo permitió la identificación de un cráneo de S. sumani de la Formación Punchbowl, Cajon Valley, California y uno de la Formación Olcott, Condado de Sioux, Nebraska.

### Scaphohippus intermontanus
Scaphohippus intermontanus, la segunda especie del género Scaphohippus, se distingue de S. sumani por varias características distintivas de los dientes. Los dientes superiores de la mejilla tienen una altura de 40 a 50 mm en el mesostilo y la cúspide se conecta con la protocónula después de aproximadamente un 30% de desgaste.  Las fosetas del esmalte son más simples y poseen menos pliegues que los de S. sumani. La especie fue descrita por primera vez como Merychippus intermontanus en el mismo artículo de 1915 de John Merriam en el que "Merychippus" sumani fue descrito. El espécimen tipo de S. intermontanus es una sección de la mandíbula que contiene 6 dientes que se encuentran en Hemicyon Tuff, formación Barstow, que aflora en Hellgate Basin, condado de San Bernardino.  La especie ha sido identificada con seguridad en varios sitios de California con posibles especímenes conocidos de Montana y Nuevo México.
- Datos: Q7430156
- Multimedia: Scaphohippus / Q7430156